# Baryscapus phytomyzae
Baryscapus phytomyzae är en stekelart som först beskrevs av Kostjukov 1978.  Baryscapus phytomyzae ingår i släktet Baryscapus och familjen finglanssteklar. Inga underarter finns listade.